# مانسترمایند
مانسترمایند برنامه آژانس امنیت ملی ایالات متحده آمریکا برای پاسخ خودکار به حملات سایبری خارجی است.
وجود این برنامه توسط ادوارد اسنودن فاش شد. به گفته او این برنامه بر الگوهای غیرمعمول ترافیک اینترنت نظارت می‌کند که ممکن است نشان‌دهنده حمله سایبری باشد. نمونه آن الگوریتم‌های بازرسی فراداده است. در هنگام شناسایی چنین چیزی، به صورت خودکار از ورود ترافیک اینترنتی به آمریکا جلوگیری می‌کند.
اگرچه چنین سامانه‌هایی برای دهه‌ها وجود داشته‌اند اما مانسترمایند منحصر به فرد است. زیرا می‌تواند به صورت خودکار و بدون دخالت انسان کار کند.